# 曽我廼家明蝶
曽我廼家 明蝶（そがのや めいちょう、本名：北村 弘一（きたむら ひろかず）、1908年〈明治41年〉6月3日 - 1999年〈平成11年〉4月13日）は、日本の俳優。兵庫県明石市出身。旧字体「曾我廼家明蝶」。

## 来歴・人物
明石の寺の次男坊として生まれるが、まもなく大阪・船場の呉服商の養子となる。成器商業を経て東京の明治学院に進むも中退する。芝居の台本作家をめざして栗島すみ子の父・栗島狭衣の紹介で、1927年に明石潮一座に文芸部員として入る。同期には伴淳三郎と河津清三郎が俳優部にいた（河津は同級生でもある）。1928年に俳優の欠員から舞台にかりだされたのがきっかけで俳優に転じ、その後は曾我廼家五郎劇団に移籍し二枚目として活躍する。
戦後は1948年に五郎が亡くなったことから、同じ劇団の曾我廼家五郎八らと松竹新喜劇の旗揚げに参加する。2代目渋谷天外、藤山寛美、五郎八と共に1963年8月に退団するまで中心俳優として活躍。以後はフリーとして舞台のみならず映画、テレビドラマにも準主役クラスで数多く出演した。また、山崎豊子作品の常連でもあった。
1975年、喜劇人協会の会長となる。1964年から1972年まで明蝶芸術学院も主宰し、後進の育成にも力を注いだ。
田宮二郎主演のテレビドラマ『白い巨塔』（1978年）では主人公・財前五郎の義父・財前又一役を流暢な関西弁でユーモアたっぷりに演じた。同作放送終了目前に自殺した田宮の葬儀では、葬儀委員長を務めた。1978年、紫綬褒章受章。
1987年頃から心臓が悪化し芸能活動を引退。1986年、京都・南座での「陽暉楼」が最後の舞台となり、テレビ出演は1996年9月、桂米朝司会の朝日放送「関西偉人館」が最後であった。その後、1999年4月13日午後1時44分に呼吸不全のため、大阪府堺市の病院で死去。90歳没。

## 家族
- 黒木ひかる（妻・女優）
- 北村一明（長男・愛媛朝日テレビ代表取締役会長[3]）(1945または1946年 - 2022年8月16日[4]）

## ギャラリー

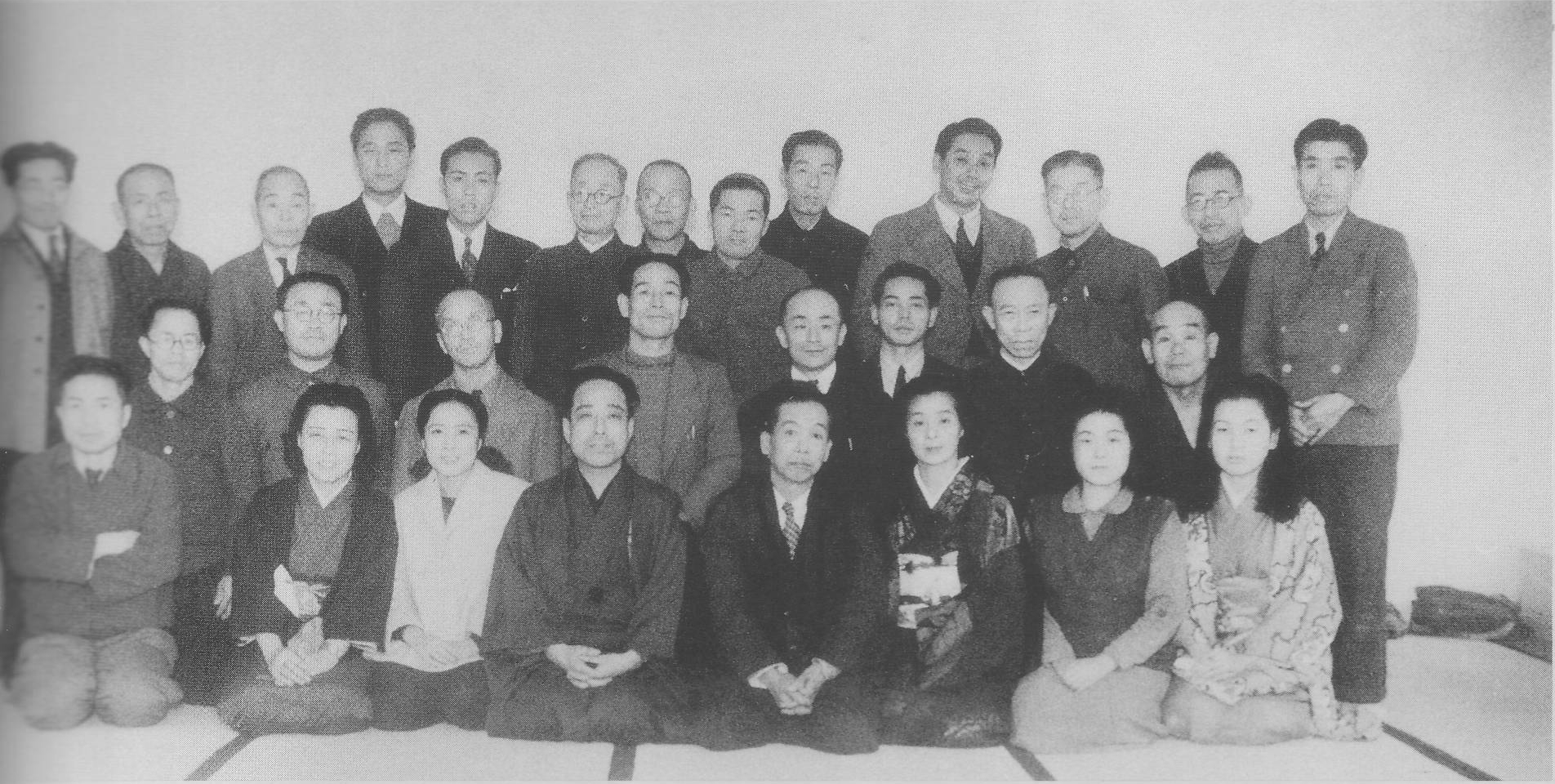
結成当時の松竹新喜劇メンバー。後列右から4人目が明蝶（1948年）
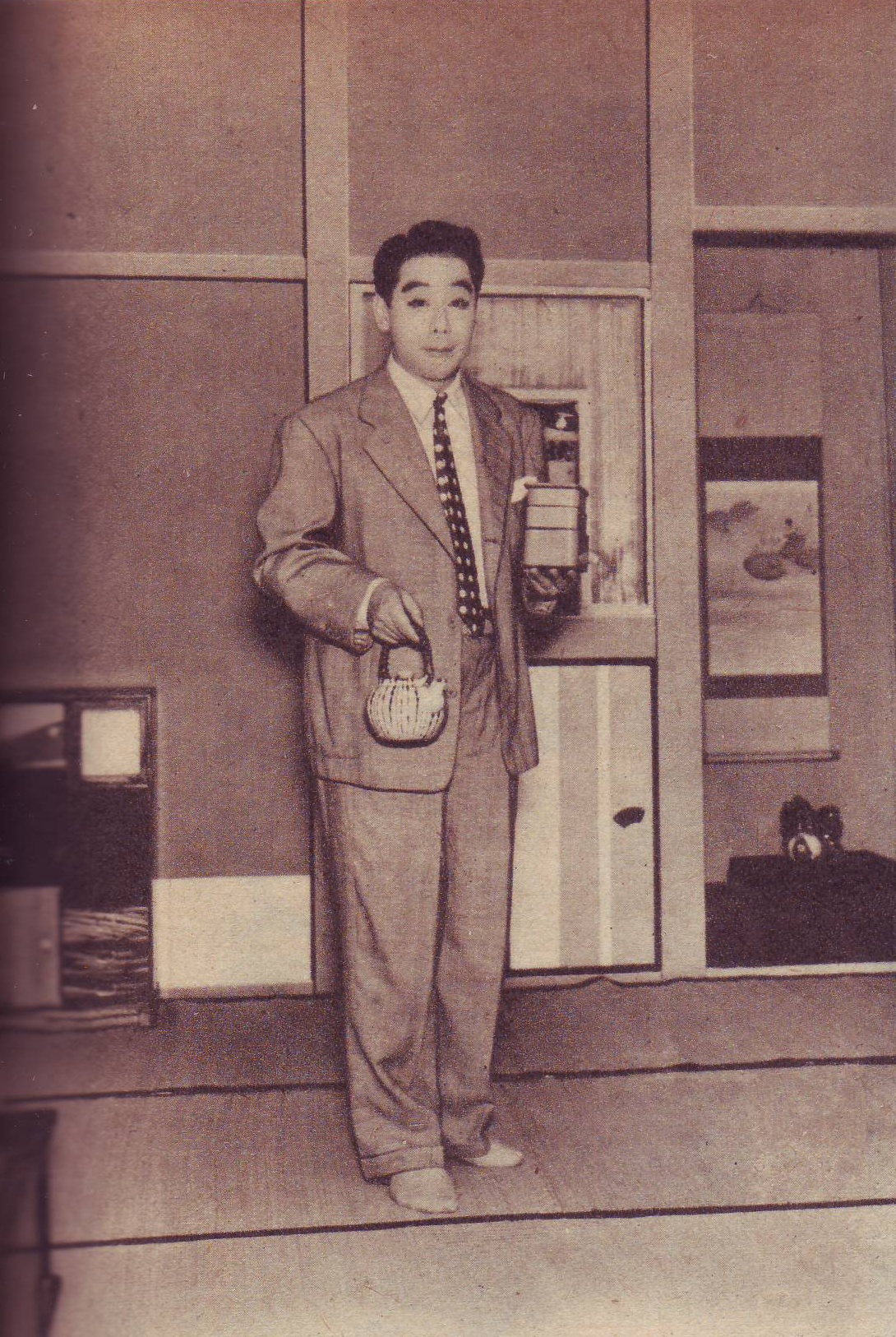
松竹新喜劇『二階の奥様』の会社員坂野 （1955年7月、大阪歌舞伎座）

## 出演作品

### テレビドラマ
- 姿三四郎（1963年、CX） - 玄妙和尚 役
- 青い山脈（1966年、NTV） - 井口甚蔵 役
- 道頓堀（1968年、YTV）
- 天と地と（1969年、NHK大河ドラマ） - 西園寺公朝 役
- 三匹の侍 第6シリーズ 第16話「死にたい女」（1969年、CX） - 商人 役
- 銭形平次 第149話「胡蝶の印篭」（1969年、CX）
- 素浪人 花山大吉 第26話「お化けを肴に飲んでいた」（1969年、NET）
- 新婚さん旧婚さん（1969年、NTV） - 南沢勇造 役
- 魔女はホットなお年頃（1970年）
- 大忠臣蔵（1971年、NET） - 兼康祐元 役
- すいーとぽてと 第6話（1971年、NET） - 日下画伯
- 水戸黄門（TBS / C.A.L）
  - 第3部 第17話「二つに別れた黄門主従 -堺-」（1972年3月20日） - 市兵衛 役
  - 第6部 第7話「姫だるまに似た女 -山鹿-」（1975年5月12日） - 丸屋藤兵衛 役
  - 第13部 第14話「暖簾を救った身代り女房 -堺-」（1983年1月17日） - 浪花屋吉左衛門 役
  - 第14部 第11話「津軽馬鹿塗り駄目親父 -弘前-」（1984年1月9日） - 津軽屋佐吉 役
- 木枯し紋次郎 第13話「見かえり峠の落日」（1972年、CX） - 金丸屋久太郎 役
- 華麗なる一族（1974年 - 1975年、MBS） - 綿貫千太郎 役
- 大岡越前 第4部（TBS） - 卍屋総兵衛 役
  - 第19話「天下を盗る -前編-」（1975年）
  - 第20話「天下を盗る -後編-」（1975年）
- 非情のライセンス 第2シリーズ 第14話「兇悪のロマン」（1975年、NET） - 道家仙太郎 役
- 伝七捕物帳
  - 第45話 「無情の花嫁衣裳」（1974年、NTV）-珍庵
  - 第92話 「涙にかくす親ごころ」（1975年、NTV）- 甚五郎
  - （1979年、ANB）- 弥平 役
- 白い巨塔（1978年 - 1979年、CX） - 財前又一 役
- 不毛地帯（1979年、MBS） - 秋津紀次 役
- 連続テレビ小説（NHK）
- 鮎のうた（1979年）
- よーいドン（1982 - 1983年） - 藤野次兵衛 役
- 新五捕物帳 第60話「あしたを夢みて」（1979年、NTV） - 紀州屋総右衛門 役
- 日本名作怪談劇場 第4話「怪談 吸血鬼 紫検校」（1979年、東京12チャンネル） - 僧・智念 役
- 銀河テレビ小説 青春戯画集（1981年） - 大貫清次郎 役
- 序の舞（1984年、ANB）

### 映画
- みみずく説法（1958年、東宝）
- 花嫁さんは世界一（1959年、東宝）
- あんみつ姫の武者修業（1960年、松竹）
- 喜劇 団地親分（1962年、松竹）
- 悪名市場（1963年、大映）
- 現代インチキ物語 騙し屋（1964年、大映）
- 車夫遊侠伝 喧嘩辰（1964年、東映）
- 散歩する霊柩車（1964年、東映）
- 日本一のホラ吹き男（1964年、東宝）
- 忍法破り 必殺（1964年、松竹)
- 顔役（1965年、東映）
- 海の若大将（1965年、東宝）
- 大阪ど根性物語 どえらい奴（1965年、東映）
- 遊侠三代（1966年、東映）
- 天下の快男児（1966年・松竹)
- 懲役十八年（1967年、東映）
- 反逆 (1967年、日活)
- なにはなくとも 全員集合!!（1967年、松竹）
- 博奕打ち 総長賭博（1968年、東映）
- 尼寺㊙物語（1968年、東映）
- 産業スパイ（1968年、東映）
- コント55号 俺は忍者の孫の孫（1969年、東宝）
- 極道ペテン師（1969年、日活）
- 関東テキヤ一家 天王寺の決斗（1970年、東映）
- 日本女侠伝 鉄火芸者（1970年、東映）
- 銭ゲバ（1970年、東宝）
- ずべ公番長 はまぐれ数え唄（1971年、東映）
- 喜劇 社長さん（1972年、松竹）
- 日本侠花伝（1973年、東宝）
- 妻と女の間（1976年、東宝）
- 神様のくれた赤ん坊（1979年、松竹） - 田島啓一郎役
- 日本の黒幕（1979年、東映）
- 陽暉楼（1983年、東映）
- 化粧（1984年、松竹）

### 舞台
- 道頓堀（芸術座）
- 狐狸狐狸ばなし
- 三婆
- 越前竹人形
- 残菊物語

### バラエティ
- 11PM土曜版（YTV）
- 今夜は最高!（1987年、NTV）

### CM
- サッポロ一番しょうゆ味（関西地区限定。関東地区ではザ・ドリフターズが起用されていた[5]。）

### 受賞歴
- 1972年 - 芸術祭優秀賞
- 1978年 - 紫綬褒章
- 1982年 - 勲四等旭日小綬章